# Septemvri Sofia
PFK Septemvri Sofia (Bulgaars: ПФК Септември София) is een Bulgaarse voetbalclub uit Sofia.

## Geschiedenis
De club werd opgericht in 1944 na een gedwongen fusie tussen Sportklub, Sokol en Vazrazjdane Sofia. De club begon in 1948/49 in de hoogste klasse, maar werd tijdens het lopende seizoen gesplitst in CDNV Sofia, wat later CSKA Sofia zou worden. In 1959 kon Septemvri de promotie afdwingen naar de hoogste klasse en werd daar in het eerste seizoen vijfde. Het volgende jaar volgde echter een degradatie. De club speelde tot 1968 in de tweede klasse en in 1969 fuseerde de club na een hervorming in het Bulgaarse voetbal met CSKA. In 1988 werd de fusie ongedaan gemaakt en begon Septemvri opnieuw in de competitie. In 1993 konden ze opnieuw promotie afdwingen naar de tweede klasse en in 1998 naar de eerste klasse, echter kon de club het behoud niet verzekeren.
In 2001 degradeerde de club verder naar de V Grupa. Nadat de spelers in een wedstrijd tegen PFK Bansko in maart 2008 op verzoek van de trainer het veld verlieten werd de club uit de competitie gezet. In 2015 fuseerde de club met Conegliano German om zo die plaats in de V Grupa te kunnen overnemen. In juni 2016 fuseerde de club dan met FK Pirin Razlog en nam de plaats van deze club over in de Vtora Liga, de tweede klasse. De club promoveerde dat jaar naar de hoogste klasse. In het eerste seizoen van de terugkeer eindigden ze 10de, in 2019 volgde een degradatie.

## Eindklasseringen vanaf 1949
| 2 |

| 7 |

| ? |

| 1 |

| 11 |

| 3 |

| 2 |

| 1 |

| 3 |

| 4 |

| 1 |

| 5 |

| 14 |

| 3 |

| 2 |

| 3 |

| 2 |

| 2 |

| 11 |

| 10 |

|  |

|  |

|  |

|  |

|  |

|  |

|  |

|  |

|  |

|  |

|  |

|  |

|  |

|  |

|  |

|  |

|  |

|  |

|  |

|  |

| 17 |

| 1 |

| 1 |

| 4 |

| 1 |

| 4 |

| 4 |

| 10 |

| 12 |

| 1 |

| 16 |

| 9 |

| 13 |

| 3 |

| 2 |

| 13 |

| 10 |

| 10 |

| 8 |

| 20 |

| 1 |

| 1 |

| 8 |

| 13 |

| 14 |

| 16 |

| 4 |

| 8 |

| 2 |

| 10 |

| 12 |

| 2 |

| 3 |

| 1 |

| 15 |

| 2 |

| 12 |

| Parva Liga/A Grupa | Vtora Liga/B Grupa | Treta Liga/V AFG | A OFG Regionaal |

Arda Kardzjali ·
FK Kroemovgrad ·
Loedogorets ·   
Botev Plovdiv ·
Lokomotiv Plovdiv · 
Hebar Pazardzjik ·
Lokomotiv Sofia · 
CSKA 1948 Sofia · 
CSKA Sofia ·
Levski Sofia · 
Septemvri Sofia ·   
Slavia Sofia · 
Beroe Stara Zagora · 
Botev Vratsa · 
Spartak Varna · 
Tsjerno More Varna